# 498

## Догађаји
- 22. новембар — Након смрти папе Анастасија II, и папе Симах, антипапа Лаврентије је изабан за римског епископа, изазвавши тако раскол који је трајао све до 506. године.

- Цар Анастасије I укида порез на хрисаргирон широм Источног римског царства, пре реформе монетарног система, користећи грчке бројеве уместо римских.
- Кавад I се враћа из изгнанства уз подршку 30.000 Хефталита (Белих Хуна) и поново преузима Сасанидски престо. Он кажњава своје противнике, а вероватно и свог брата Јамаспа, који му је узурпирао престо.
- Принц Бурецу, 9 година, наследио је свог оца Нинкена и постао 25. јапански цар.
- 19. новембар – Папа Анастасије II умире после двогодишњег епископства у коме је покушавао да помири следбенике Акакија, покојног цариградског патријарха, и папе Феликсе III (Акакијев раскол).
- 22. новембар – Папу Анастасија је наслеио папа Симах као 51. римскк епископ, у Латеранској палати (Рим). У међувремену, антипапа Лаврентије је изабран за „папу“ у базилици Санта Мариа Маггиоре, што је изазвало раскол.
- Флавијан II АнтиохијскиI наслеђује Паладија на месту патријарха Антиохије.